# Stanisław Podgórski (Radsportler)
Stanisław Podgórski (* 7. Mai 1905 in Warschau; † 15. Mai 1981 ebenda) war ein polnischer Radrennfahrer.

## Sportliche Laufbahn
Podgórski war Teilnehmer der Olympischen Sommerspiele 1928 in Amsterdam. Er startete im Tandemrennen und wurde beim Sieg von Bernard Leene und Daan Van Wijk  auf dem 5. Rang klassiert. Sein Partner auf dem Tandem war Ludwik Turowski, mit dem er viele Rennen bestritt, aber keinen Meistertitel gewann, da in Polen zu dieser Zeit keine Meister im Tandemrennen ermittelt wurden.
1925 wurde er Vize-Meister im Sprint hinter Jan Łazarski. 1929 wurde er bei den nationalen Titelkämpfen Zweiter hinter Henryk Szamota, der ihn auch im Finale des Meisterschaftsrennens 1930 schlug.